# Колишні (телесеріал)
Коли́шні (рос. Бывшие) — російський телесеріал режисера Івана Китаєва.
Прем'єра першого сезону відбулася 4 червня 2018 на Першому каналі; другого — 25 жовтня 2019 в Москві, а його показ стартував 31 жовтня на відеосервері STAR. Показ другого сезону на телебаченні не був запланований, однак у квітні 2020 його транслював телеканал ТНТ. У вересні 2020 року стало відомо про початок знімання третього сезону, прем'єра якого запланована в 2021.

## Сюжет
Яна — розбещена донька заможного чиновника, яка звикла до розкішного життя і зараз має наркозалежність. Після пострілу в батька під дією наркотиків, Яна потрапляє до реабілітаційної клініки для алкоголіків та наркозалежних. Психологом там працює Ілля, який є одним із «колишніх». Разом із ним працює і його наречена Ольга. Спочатку Яна для нього лише одна з пацієнток, але згодом між ними зароджуються, неочікувані для обох, почуття.

## У ролях
| Актор              | Роль                                   |
| ------------------ | -------------------------------------- |
| Любов Аксьонова    | Яна Миронова                           |
| Денис Шведов       | Ілля Русаков психолог                  |
| Григорий Чабан     | Андрій Русаков брат Іллі               |
| Тетяна Волкова     | Ольга наречена Іллі                    |
| Віталій Хаєв       | Олександр Борисович Миронов батько Яни |
| Наталія Рогожкіна  | Ірина Михайлівна Миронова мати Яни     |
| Софія Лебедєва     | Рита Волкова коханка Олександра        |
| Володимир Жеребцов | Діма Кротов колишній чоловік Ольги     |
| Павло Ворожцов     | Костя Решетніков тенісист              |
| Марина Орел        | Настя лікар                            |
| Анатолій Журавльов | Кирило                                 |

## Нагороди та номінації
| Рік  | Нагорода                                       | Категорія                | Номінант        | Результат |
| ---- | ---------------------------------------------- | ------------------------ | --------------- | --------- |
| 2020 | Премія Асоціації продюсерів кіно і телебачення | Найкраща акторка серіала | Любов Аксьонова | Номінація |